# Brežiško-Koprivniški prelom
Brežiško-Koprivniški prelom je seizmogeni prelom v Sloveniji in na Hrvaškem blizu slovensko-hrvaške meje in Zagreba. Poteka v smeri VZ–ZJZ in se razprostira od Novega mesta na zahodu do Brežic in Koprivnice na vzhodu, pri tem  približno poteka po strugi reke Krke. Gre za sinistralni narivni prelom, ki poteka vzdolž južnega kraka Krške sinklinale. Prelom je delno povzročil tudi dvig Gorjancev.